# 桑堡 (艾奥瓦州)
桑頓（英語：Thornburg）是一個位於美國愛荷華州基奧卡克縣的城市。

## 地理
桑頓的座標為41°27′18″N 92°20′02″W / 41.45500°N 92.33389°W，而該地的平均海拔高度為268米（即879英尺）。

## 人口
根據2010年美國人口普查的數據，桑頓的面積為0.52平方千米，當中陸地面積為0.52平方千米，而水域面積為0.00平方千米。當地共有人口67人，而人口密度為每平方千米128人。